# Alfredo Boné Pueyo
Alfredo Boné Pueyo (Torre del Compte, Teruel, 12 de enero de 1955) es un político español. Ha sido diputado de Cortes de Aragón por Zaragoza entre 2003 a 2015, y portavoz del Grupo Parlamentario del Partido Aragonés (PAR) en la legislatura 2011-2015. En el PAR ha desempeñado responsabilidades orgánicas, como vicepresidente, adjunto al presidente, secretario general y secretario de comunicación.

## Biografía
Nació el 12 de enero de 1955 en Torre del Compte (Teruel). Es doctor en Ciencias de la Actividad Física y del Deporte por la Universidad de Zaragoza y licenciado en Educación Física por la Universidad Politécnica de Madrid. Fue número uno en la primera oposición de profesores agregados de bachillerato de Educación Física. Es profesor de Enseñanza Secundaria en excedencia y profesor titular en la Facultad de Educación de la Universidad de Zaragoza, donde ha dirigido varias tesis doctorales. Ha dirigido y coordinado diversos proyectos de investigación en el Instituto de Ciencias de la Educación sobre educación física y deporte. Fue asesor científico del I.C.E.F. y del Consejo Superior de Deportes. 
Además, ha organizado y participado en numerosos cursos, seminarios y congresos. Autor y coordinador de varias publicaciones sobre ciencia de la actividad física y sobre gestión pública (sobre política territorial y administrativa, concertación en la gestión del agua y experiencia pioneras en la gestión del medio ambiente).
En su trayectoria profesional en la Administración fue director del Secretariado de Actividades Físico-Deportivas de la Universidad de Zaragoza, tras lo cual fue nombrado director general de Deportes del Gobierno de Aragón. En el gobierno aragonés, desempeñó posteriormente los cargos de director general de Servicios Agrarios; director general de Servicios Agroambientales; director general de Administración Local y Política Territorial en el Departamento de Presidencia y Relaciones Institucionales (desde donde puso en marcha el proceso de Comarcalización de Aragón) y secretario general técnico del Departamento de Agricultura y Medio Ambiente, así como presidente de Aramón.
Fue consejero de Medio Ambiente del Gobierno de Aragón desde diciembre de 2002 hasta julio de 2011, desde donde impulsó algunos de los planes de depuración más ambiciosos de Europa, merecedores de distinciones, como Los Global Water Awards y que fueron objeto de análisis por parte de la OCDE para su aplicación en otros países. También fue presidente del Patronato de Ordesa y Monte Perdido, secretario general de la Conferencia de Regiones de Europa sobre Medio Ambiente (ENCORE) y copresidente de la Network of Regional Governments for Sustainable Development.
En marzo de 2015 anunció que ya no concurría en ninguna lista electoral, y tras las elecciones autonómicas de 2015 se retiró de la vída política. Desde entonces, ha impulsado diversos proyectos empresariales de asesoramiento y consultoría medioambiental y de sostenibilidad social. Entre sus clientes, colaboró con Forestalia en los primera años de andadura de esta empresa de energías renovables, de la que se desligó en 2019 por discrepancias sobre diversos desarrollos propuestos por la empresa en el Maestrazgo, territorio en el que había impulsado diversas figuras de protección ambiental en su etapa de consejero de Medio Ambiente.